# Mauromecistoplia
Mauromecistoplia är ett släkte av skalbaggar. Mauromecistoplia ingår i familjen Melolonthidae.
Kladogram enligt Catalogue of Life:
| Mauromecistoplia | \| \| Mauromecistoplia nieuwoudtvillensis \| \| \| \| \| \| Mauromecistoplia theronsbergensis \| \| \| \| |
|                  | \| \| Mauromecistoplia nieuwoudtvillensis \| \| \| \| \| \| Mauromecistoplia theronsbergensis \| \| \| \| |
|                  | Mauromecistoplia nieuwoudtvillensis                                                                       |
|                  | |
|                  | Mauromecistoplia theronsbergensis                                                                         |
|                  | |